# Liste der Kreisstraßen in Mainz
Die Liste der Kreisstraßen in Mainz ist eine Auflistung der Kreisstraßen in der rheinland-pfälzischen kreisfreien Stadt Mainz.

## Abkürzungen
- K: Kreisstraße
- L: Landesstraße

## Liste
Die Kreisstraßen behalten die ihnen zugewiesene Nummer in der Regel nicht bei einem Wechsel in einen anderen Landkreis oder in eine kreisfreie Stadt. Nicht vorhandene bzw. nicht nachgewiesene Kreisstraßen werden in Kursivdruck gekennzeichnet, ebenso Straßen und Straßenabschnitte, die unabhängig vom Grund (Herabstufung zu einer Gemeindestraße oder Höherstufung) keine Kreisstraßen mehr sind. 
Der Straßenverlauf wird in der Regel von Nord nach Süd und von West nach Ost angegeben.
| Nr.  | Verlauf |
| ---- | --- |
| K 1  | K 3 – Jakob-Leischner-Straße – K 4 – Am Ostergraben – K 4 – Essenheimer Straße – Pfarrer-Veller-Straße – Mühlweg – Am Wildgraben – K 7 – Untere Zahlbacher Straße – L 419 |
| K 2  | K 4 – Marienborner Straße – Haifa Allee – Mercedesstraße – Im Borner Grund – K 12 |
| K 3  | K 16 – Koblenzer Straße – L 419 – Koblenzer Straße – K 1 – Koblenzer Straße – Essenheimer Straße – /L 426 |
| K 4  | K 5 – Dr.-Martin-Luther-King-Weg – L 422 – Albert-Schweitzer-Straße – Turnvater-Jahn-Straße – Anzengasse – An der Wied – Gänsmarkt – Ludwig-Nauth-Straße – Am Ostergraben – K 1 – Am Ostergraben – Marienborner Straße – K 1 – Marienborner Straße – K 2 – Hans-Böckler-Straße – Albert-Stohr-Straße – |
| K 5  | L 422 – Am Fort Gonsenheim – K 4 – Am Fort Gonsenheim – Wallstraße – |
| K 6  | K 17 – Rheinallee – |
| K 7  | – An der Goldgrube – K 9 – Am Stiftswingert – Göttelmannstraße – K 8 |
| K 8  | K 9 – Heiligkreuzweg – K 19 – Heiligkreuzweg – K 7 – Heiligkreuzweg – Hohlstraße – L 431 |
| K 9  | L 431 – Salvatorstraße – Hechtsheimer Straße – K 7 – Hechtsheimer Straße – K 8 – Alte Mainzer Straße – K 19 – Alte Mainzer Straße – K 13 – Alte Mainzer Straße – K 22 – Alte Mainzer Straße – Lindenplatz – Heuerstraße – Bürgermeister-Heinrich-Dreibus-Straße – L 425                                |
| K 10 | (K 33 im Landkreis Mainz-Bingen) – Stadtgrenze – Waldhausenstraße – L 424 |
| K 11 | L 419 – Kreuzpfad – An der Markthalle – L 427 |
| K 12 | L 426 – Marienborner Bergweg – Im Borner Grund – K 2 – Am Haidenkeller – Altkönigstraße – Stadtgrenze – (K 51 im Landkreis Mainz-Bingen) |
| K 13 | L 425 – Neue Mainzer Straße – Bürgermeister-Schmitt-Straße – K 9 – Zur Laubenheimer Höhe – Pfarrer-Goedecker-Straße – Marktplatz – Oppenheimer Straße – L 431 – Rheintalstraße – Dammweg – – Dammweg – K 14 – Dammweg – Im Güterbahnhof                                                                |
| K 14 | K 13 − NATO-Rampe Laubenheim |
| K 15 | L 413 – Zornheimer Straße – Stadtgrenze – (K 35 im Landkreis Mainz-Bingen) |
| K 16 | L 423 – Industriestraße – Kreuzstraße – Obere Kreuzstraße – K 18 – An der Krimm – Weserstraße – L 424 – Weserstraße – L 422 – Koblenzer Straße – K 3 – Am Leichborn – An der Ochsenwiese – Zwanzig-Morgen-Weg – L 419/L 427                                                                            |
| K 17 | L 423 – Rheinallee – K 6 – Rheinallee – Hochstraße − L 424 – Rheinallee – Mombacher Straße – L 419 – Mombacher Straße – Augustusstraße – |
| K 18 | – Erzbergerstraße – K 16 – Erzbergerstraße – L 424 |
| K 19 | K 8 – Max-Hufschmidt-Straße – – Max-Hufschmidt-Straße – Weisenauer Weg – K 9 |
| K 22 | L 425 – Neue Mainzer Straße – Bürgermeister-Schmitt-Straße – K 9 |